# James Wharton (boxe anglaise)
Pour les articles homonymes, voir James Wharton et Wharton.
James Wharton, surnommé Young Molineaux, est un boxeur marocain à mains nues né le 3 mars 1813 et mort le 25 avril 1856 à Liverpool, Angleterre.

## Carrière
Entraîné par Jem Burns, il entame sa carrière de boxeur professionnel à Londres en 1831. Son premier combat face à Tom McKeever en 1833 se termine par une victoire après 54 minutes d'affrontement. Wharthon bat ensuite Bill Fisher (en 49 rounds), Harry Preston (en 16 rounds), William Renwick (en 89 rounds) et Hammer Lane en 1840 par KO au 52e round. 
Demeuré invaincu, il reste dans le milieu de la boxe après sa carrière en étant l'entraîneur de Ben Caunt en 1845 et de Bendigo Thompson en 1850.

## Distinction
- James Wharton est membre de l'International Boxing Hall of Fame depuis 2012[1].